# Харалд Рајнкинд
Харалд Рајнкинд (норв. Harald Reinkind; Тенсберг, 17. август 1992) норвешки је рукометаш и репрезентативац који тренутно игра у Бундеслиги Немачке за Кил на позицији десног бека.
Рајнкинд је своју професионалну каријеру започео 2008. године у Норвешкој у клубу ФилингенБерген где се афирмисао и где је играо све до 2014. године када је прешао у немачку Бундеслигу потписавши уговор са Рајн-Некар Левеном. На лето 2018. прешао је у најтрофејнији немачки клуб Кил са којим је освојио ЕХФ Лигу шампиона 2020. године.
За Норвешку репрезентацију је дебитовао 2011. године са којом је освојио сребро на Светском првенству  2019. и бронзу на Европском првенству 2020. године.

## Клупски профеји

### Рајн-Некар Левен
- Бундеслига Немачке (2) : 2015/16, 2016/17.
- Куп Немачке (1) : 2017/18.
- Суперкуп Немачке (2) : 2016, 2017.

### Кил
- ЕХФ Лига шампиона (1) : 2019/20.
- ЕХФ куп (1) : 2018/19.
- Бундеслига Немачке (3) : 2019/20, 2020/21, 2022/23.
- Куп Немачке (3) : 2018/19, 2021/22, 2024/25.
- Суперкуп Немачке (4) : 2020, 2021, 2022, 2023.